# Filmografia di Jesús Franco
La filmografia di Jesús Franco è alquanto vasta: in 50 anni di carriera ha diretto oltre 180 lungometraggi. I suoi film hanno via via richiesto l'intervento di diverse nazioni per la produzione, sono stati girati in varie lingue e molto spesso sono conosciuti con più di un titolo.

## Anni '50
- Tenemos 18 años (1959)

## Anni '60
- Labios rojos (1960)
- La reina del Tabarín (1960)
- Vampiresas 1930 (1962)
- Il diabolico dottor Satana (Gritos en la noche) (1962)
- Sinfonia per un sadico (La mano de un hombre muerto) (1962)
- Sfida selvaggia (El Llanero) (1963)
- La spia sulla città (Rififí en la ciudad) (1963)
- Le amanti del dr. Jekyll (El secreto del doctor Orloff) (1964)
- La muerte silba un blues (1964)
- James Clint sfida Interpol (Cartas boca arriba) (1965)
- Miss Muerte (1966)
- Les mignonnes (Residencia para espías) (1966)
- Le carte scoperte (Cartes sur table) (1966)
- Agente speciale L.K. (Operazione Re Mida) (Lucky, el intrépido) (1967)
- Delirium (Necronomicon - Geträumte Sünden) (1967)
- El caso de las dos bellezas (1967)
- Bésame, monstruo (1967)
- The Blood of Fu Manchu (1968)
- 99 donne (Der heiße Tod) (1969)
- Sumuru regina di Femina (Die sieben Männer der Sumuru) (1969)
- Justine, ovvero le disavventure della virtù (Marquis de Sade's Justine) (1969)
- Il castello di Fu Manchu (Die Folterkammer des Dr. Fu Man Chu) (1969)
- Paroxismus (Venus in Furs) (1969)
- Philosophy in the Boudoir (1969)

## Anni '70
- Les cauchemars naissent la nuit (1970)
- Il trono di fuoco (The Bloody Judge) (1970)
- Il conte Dracula (Count Dracula) (1970)
- Una Venere senza nome per l'ispettore Forrester (Der Teufel kam aus Akasava) (1971)
- Vampyros Lesbos (Vampyros Lesbos - die erbin des Dracula) (1971)
- X312 - Flug zur Hölle (1971)
- Sie tötete in Ekstase (1971)
- Un silencio de tumba (1972)
- Les ebranlées (1972)
- Le demone (Les démons) (1972)
- Les expériences érotiques de Frankenstein (1972)
- Jungfrauen-Report (1972)
- L'isola dei placeri proibiti (Robinson und seine wilden Sklavinnen) (1972)
- Allarme a Scotland Yard: 6 omicidi senza assassino! (Der Todesrächer von Soho) (1972)
- Dracula contro Frankenstein (Drácula contra Frankenstein) (1972)
- La fille de Dracula (1972)
- La venganza del doctor Mabuse (1972)
- La maledizione di Frankenstein (La maldición de Frankenstein) (1972)
- Sicarius - Febbre di sesso (Tendre et perverse Emanuelle) (1973)
- Relax Baby (1973)
- Karzan contro le donne dal seno nudo (Maciste contre la reine des Amazones) (1973)
- Los ojos siniestros del doctor Orloff (1973)
- El misterio del castillo rojo (1973)
- Les gloutonnes (1973)
- Lo specchio del piacere (Al otro lado del espejo) (1973)
- Un caldo corpo di femmina (La comtesse noire) (1973)
- Le giornate intime di una giovane donna (Le journal intime d'une nymphomane) (1973)
- I desideri erotici di Christine (Une vierge chez les morts vivants) (1973)
- La comtesse perverse (1974)
- La calda bestia (Kiss Me Killer) (1974)
- De Sade 2000 (Eugénie) (1974)
- Violenze erotiche in un carcere femminile (Quartier de femmes) (1974)
- Plaisir à trois (1974)
- Un capitano di 15 anni (Un capitán de quince años) (1974)
- Infedelmente vostra Celestina tuttofare (Célestine, bonne à tout faire) (1974)
- Sexy diabolic story (Les possédées du diable) (1974)
- La ragazzina perversa, coregia con Georges Friedland (Une vierge pour Saint-Tropez) (1975)
- La marque de Zorro, coregia con Marius Lesoeur e Alain Payet (1975)
- Penitenziario femminile per reati sessuali (Frauengefängnis) (1975)
- Downtown - Die nackten Puppen der Unterwelt (1975)
- Una secondina in un carcere femminile (Des diamants pour l'enfer) (1975)
- Le jouisseur (1975)
- La felicità nel peccato (Les nuits brûlantes de Linda) (1975)
- Le sexy goditrici (Les chatouilleuses) (1975)
- Le viziose (L'éventreur de Notre-Dame) (1975)
- Weiße Haut und schwarze Schenkel, coregia con Erwin C. Dietrich (1976)
- Une cage dorée (1976)
- Frenesie erotiche di una ninfomane (Die teuflischen Schwestern) (1976)
- Die Sklavinnen (1976)
- Die Marquise von Sade (1976)
- La coccolona (Midnight Party) (1976)
- Les emmerdeuses (1976)
- Mädchen im Nachtverkehr (1976)
- Erotico profondo (Jack the Ripper) (1976)
- Sospiri (La noche de los asesinos) (1976)
- Le insaziabili notti di una ninfomane (Frauen ohne Unschuld) (1977)
- Frauen für Zellenblock 9 (1977)
- Greta, la donna bestia (Greta - Haus ohne Männer) (1977)
- Confessioni proibite di una monaca adolescente (Die Liebesbriefe einer portugiesischen Nonne) (1977)
- Shining Sex (1977)
- Das Frauenhaus (1977)
- Frauen im Liebeslager (1977)
- Porno shock (Der Ruf der blonden Göttin) (1977)
- Convoi de filles (1978)
- Cocktail spécial (1978)
- Ópalo de fuego (Mercanderes del sexo) (1978)
- El sádico de Notre-Dame (1979)
- Les gardiennes du pénitencier, coregia con Alain Deruelle (1979)
- Quel certo sapore (Elles font tout) (1979)
- Je brûle de partout (1979)
- Le porno libidini di Justine (Justine) (1979)

## Anni '80
- La dea cannibale (1980)
- Sinfonia erotica (Sinfonía erótica) (1980)
- Eugenie (Historia de una perversión) (1980)
- Il cacciatore di uomini (Sexo caníbal) (1980)
- Sadomania (El infierno de la pasión) (1980)
- El sexo está loco (1981)
- Profonde tenebre (Die Säge des Todes) (1981)
- Les filles de Copacabana (1981)
- Aberraciones sexuales de una mujer casada (1981)
- Linda (1981)
- Lola 2000 (1981)
- La chica de las bragas transparentes (1981)
- Las orgías inconfesables de Emmanuelle (1982)
- El huésped de la niebla (1982)
- La tumba de los muertos vivientes (1982)
- El hundimiento de la casa Usher (1982)
- El lago de las vírgenes (1982)
- Voces de muerte (1983)
- Sangre en mis zapatos (1983)
- Los blues de la calle pop (1983)
- En busca del dragón dorado (1983)
- Claire (1983)
- Botas negras, látigo de cuero (1983)
- La noche de los sexos abiertos (1983)
- El tesoro de la diosa blanca (1983)
- Confesiones íntimas de una exhibicionista (1983)
- La casa de las mujeres perdidas (1983)
- Gemidos de placer (1983)
- El hotel de los ligues (1983)
- Macumba sexual (1983)
- El asesino llevaba medias negras (1984)
- Bahía Blanca (1984)
- Camino solitario (1984)
- Historia sexual de O (1984)
- Mil sexos tiene la noche (1984)
- ¿Cuánto cobra una espía? (1984)
- El siniestro Dr. Orloff (1984)
- Lilian (la virgen pervertida) (1984)
- Una rajita para dos (1984)
- Viaje a Bangkok, ataúd incluido (1985)
- Una de chinos (1985)
- La sombra del judoka contra el doctor Wong (1985)
- La esclava blanca (1985)
- El hombre que mató a Mengele (1985)
- Bangkok, cita con la muerte (1985)
- Juego sucio en Casablanca (1985)
- La mansión de los muertos vivientes (1985)
- El chupete de Lulú (1985)
- Sida, la peste del siglo XX (1986)
- Las últimas de Filipinas (1986)
- Las tribulaciones de un Buda Bizco (1986)
- La chica de los labios rojos (1986)
- Bragueta historia (1986)
- Orgasmo perverso (1986)
- El ojete de Lulú (1986)
- El mirón y la exhibicionista (1986)
- Entre pitos anda el juego (1986)
- Sola ante el terror (1986)
- Las chuponas (1986)
- Les amazones du temple d'or (1986)
- Esclavas del crimen (1987)
- Las chicas del tanga (1987)
- Phollastía (1987)
- Falo Crest (1987)
- I violentatori della notte (Les Prédateurs de la Nuit) (1987)
- Dark Mission (Operación Cocaína) (1988)
- Revenge in the House of Usher (1988)
- La chute des aigles (1989)
- La bahía esmeralda (1989)

## Anni '90
- À la poursuite de Barbara (1991)
- El abuelo, la condesa y Escarlata la traviesa (1992)
- Ciudad Baja (1994)
- Killer Barbys (1996)
- Mari-Cookie and the Killer Tarantula (1998)
- Lust for Frankenstein (1998)
- Tender Flesh (1998)
- Vampire Blues (1999)
- Red Silk (1999)
- Dr. Wong's Virtual Hell (1999)
- Broken Dolls (1999)

## Anni 2000
- Helter Skelter (2000)
- Blind Target (2000)
- Vampire Junction (2001)
- Incubus (2002)
- Killer Barbys vs. Dracula (2002)
- Flores de perversión (2005)
- Flores de la pasión (2005)
- Snakewoman (2005)
- La cripta de las mujeres malditas (2008)

## Anni 2010
- Paula-Paula (2010)
- La cripta de las condenadas (2012)
- La cripta de las condenadas II (2012)
- Al Pereira vs. the Alligator Ladies (2012)
- Revenge of the Alligator Ladies (2013)